# Harald Geier
Harald „E.T.“ Geier (* 20. November 1972 in Wiener Neustadt) ist ein ehemaliger österreichischer Profiboxer.
Geier wurde 1990 bei Universum Box-Promotion Profi und gewann seine ersten 20 Kämpfe in Folge, davon elf durch Knockout (K. o.).
Am 19. Februar 1993 boxte er in Wiener Neustadt gegen den Engländer Peter Buckley um den Interkontinentalen Meistertitel der WBA im Superbantamgewicht. Buckley hatte bisher nur 18 seiner 42 Kämpfe gewonnen, davon lediglich vier durch K. o. Geier musste in Runde 9 zu Boden, gewann aber nach 12 Runden nach Punkten.
Nach sechs weiteren Siegen in Folge, erhielt er am 3. September 1994 einen Kampf um den Weltmeistertitel des Verbandes WBO im Superbantamgewicht. Der puerto-ricanische Titelträger Daniel Jiménez hatte 17 Siege, drei Niederlagen und einen wertungslosen Kampf (No Contest) in seinem Profirekord. Gegen Geier bestritt er seine vierte Titelverteidigung. Im Kampf wurde Geier bereits im ersten Angriff von Jiménez hart getroffen und ging nach 17 Sekunden K. o., was zum Zeitpunkt des Kampfes ein Geschwindigkeitsrekord war.
Danach bestritt Geier elf Kämpfe, von denen er zehn gewann. Am 30. November 1996 trat er zum Kampf um die Europameisterschaft der EBU im Bantamgewicht gegen den Ex-Weltmeister im Superfliegengewicht und späteren Weltmeister im Bantamgewicht, den Dänen Johnny Bredahl, an. Diesen Kampf verlor er in der 5. Runde durch K. o. und bestritt anschließend nur noch vier Kämpfe, von denen er drei gewann. Gegen den späteren ungarischen Meister Sandor Koczak musste er eine Punktniederlage hinnehmen.
1998 beendete er seine Karriere und betreibt nun ein Anglersportgeschäft in Wiener Neustadt.